# Paul Overstreet
Pour les articles homonymes, voir Overstreet.
Paul Overstreet (né en 1955) est un auteur-compositeur-interprète de musique country.

## Biographie
Il a eu 6 enfants avec sa femme Julie (qui est maquilleuse professionnelle). L'un de leurs fils est Nash Overstreet, musicien dans le groupe Hot Chelle Rae, et leur troisième enfant est Chord Overstreet, connu pour son rôle de Sam Evans dans la série télévisée Glee.